# Phyllotettix foliatus
Phyllotettix foliatus är en insektsart som först beskrevs av Hancock, J.L. 1902.  Phyllotettix foliatus ingår i släktet Phyllotettix och familjen torngräshoppor. Inga underarter finns listade i Catalogue of Life.